# SYNTH (企業)
株式会社SYNTH（かぶしきがいしゃ シンス）は大阪府大阪市北区堂島浜2丁目に本拠を置き、大阪を中心にシェアオフィス、レンタルオフィス、コワーキング、バーチャルオフィス、事務機器・什器備品の賃貸などを行う企業。

## 概要
2014年3月、米国WL.GORE and Associates社日本法人で人事総務リーダーを務めた田井秀清が中心となり、大阪市立大学大学院時代に国内外約40ケ所以上の現地調査を基に「働き方をもっと効率的に、もっと創造的に、もっと刺激的に、そしてスタイリッシュに変えていく」をコンセプトとして株式会社SYNTHを設立。同年7月には堂島初のサービス付レンタルオフィス『SYNTHビジネスセンター堂島』を堂島アクシスビル4階（約185坪）にて開業。
SYNTHが展開するシェアオフィス、レンタルオフィスでは、セキュリティ性の重視が顧客より高く評価されている。入館時に受付や会員カードによる非接触ゲート、各専用個室の鍵のほか、ビル側の24時間有人警備システムや防犯カメラ等、高いセキュリティ対策で他社と差別化を図る。
また、新型コロナ禍以降は急速にテレワークやリモートワークという働き方が浸透したが、「部屋の中に働くためのスペースが無い」「オンオフの切り替えができず、仕事に集中できない」などの単身者の課題が存在したが、同社は東急不動産などとの業務提携によりコワーキングラウンジ付き賃貸住宅を企画・開発した。
キッチンカーをはじめとした移動型店舗の支援事業を展開するMellowは大阪オフィスをはじめ、フレキシブルオフィスに地方拠点を開設するが、同社が利用するのがSYNTHのフレキシブルオフィスである。企業が地方進出する際にフレキシブルオフィスを選択するケースは少なくないが、Mellowは、組織と事業特性上、フレキシブルオフィスとの親和性が高いと判断している。また同社の総務機能は東京本社に集約されており、郵便物の受け取りやプリンタのメンテナンスなど総務業務を地方拠点のスタッフで対応しなくてはならないが、SYNTHのようなフレキシブルオフィスは運営事業者がこれら総務業務を行うため、職務に専念でき、生産性を向上させることができると説明している。

### 創設者
創設者で現・代表取締役の田井秀清は、化学品専門商社である長瀬産業グループのナガセケムテックス株式会社等を経て、米国W. L. Gore & Associates日本法人人事総務グループ責任者を務めた経歴を持つ。日本マーケティング学会に所属するほか、経営学修士（都市ビジネス）、宅地建物取引士、第一種衛生管理者等を取得している。

## CSR・SDGS
- 会社設立時よりカレント教育に注力。正社員には国立大学大学院への進学の入学金や学費を全額会社が負担する制度を設けている（目標4）。社員の多くが女性であり20代-30代の社員が多くリーダーも女性が務めるなどジェンダー平等に取り組む（目標5）。シェアオフィスによる節電、エネルギー対策への貢献（目標7）。長時間労働、有給取得率向上などの取り組み（目標8）その他を行っている[9]。

- 2022年 - 9月5日、内閣府・内閣官房が推進する「地方創生テレワーク推進運動」の趣旨に賛同し、「Action宣言」を行う[9]。

## 沿革
- 2014年
  - 3月、大学卒業後、会社勤務を経験、その後退職し、大阪市立大学大学院創造都市研究科で2年間勉学に励んだ田井秀清により設立[10]。
- 2017年 - 8月、東急不動産グループ ライフ&ワークデザイン株式会社　ビジネスエアポートと業務提携を行う[11][5]。
- 2021年
  - 4月、リノべるとの共同事業として『SYNTHビジネスセンター北浜』をNTT都市開発が保有するアーバンエース北浜ビル1階にオープン。
  - 9月、西梅田のブリーゼタワー1階・2階に9月上旬、カフェ併設のシェアオフィス「SYNTH×Business-Airport」がオープン。東急不動産との初の共同事業であった[11][12][13]。
  - 9月5日、内閣府・内閣官房が推進する「地方創生テレワーク推進運動」の趣旨に賛同し、「Action宣言」を行い宣言書が内閣府・内閣官房に受理される[9]。
- 2024年
  - 2月13日、『SYNTH×Business-Airport 西梅田ブリーゼタワー』内併設カフェが、『Stand del Caffé Corte（コーヒースタンド　コルテ）』としてブランドリニューアル[14]。
  - 3月11日、「健康経営優良法人2024（中小規模法人部門）」に認定[2]。
- 2025年
  - 3月10日、「健康経営優良法人2025（中小規模法人部門）」に認定[15]。

## 業務内容
- 事務机等備品付事務所の賃貸及び秘書業務処理の請負
- 貸事務所及び貸会議室の経営
- 事務用什器備品、コンピュータ及び関連機器、録音・録画機器並びに通信機器の賃貸業
- ワープロによる文章の委託作成業務
- 電話受信発信代行業務
- 翻訳及び通訳業務
- 旅行業者及び運輸機関との契約の媒介業務
- 会員に対する福利厚生事務に関するコンサルティング及びサービス業
- 健康管理サービス業務
- 飲食店の経営
- 前各号に付帯する一切の事業

以上